# Mark Bazeley
Mark Bazeley, född 30 september 1970 i Wantage i Oxfordshire, är en brittisk skådespelare. Bazeley har bland annat medverkat i The Queen, The Bourne Ultimatum och Home fires. 

## Filmografi i urval
- 1995 – Julipassionen
- 1995 – The Bill (TV-serie)
- 1998 – Morden i Midsomer (TV-serie)
- 2003 – Holby City (TV-serie)
- 2006 – The Queen
- 2007 – The Bourne Ultimatum
- 2008 – Foyle's War (TV-serie)
- 2013 – Unge kommissarie Morse (TV-serie)
- 2014 – Death in Paradise (TV-serie)
- 2015 – The Frankenstein Chronicles (TV-serie)
- 2015–2016 – Home fires (TV-serie)
- 2017 – Broadchurch (TV-serie)